# Jabalaha III

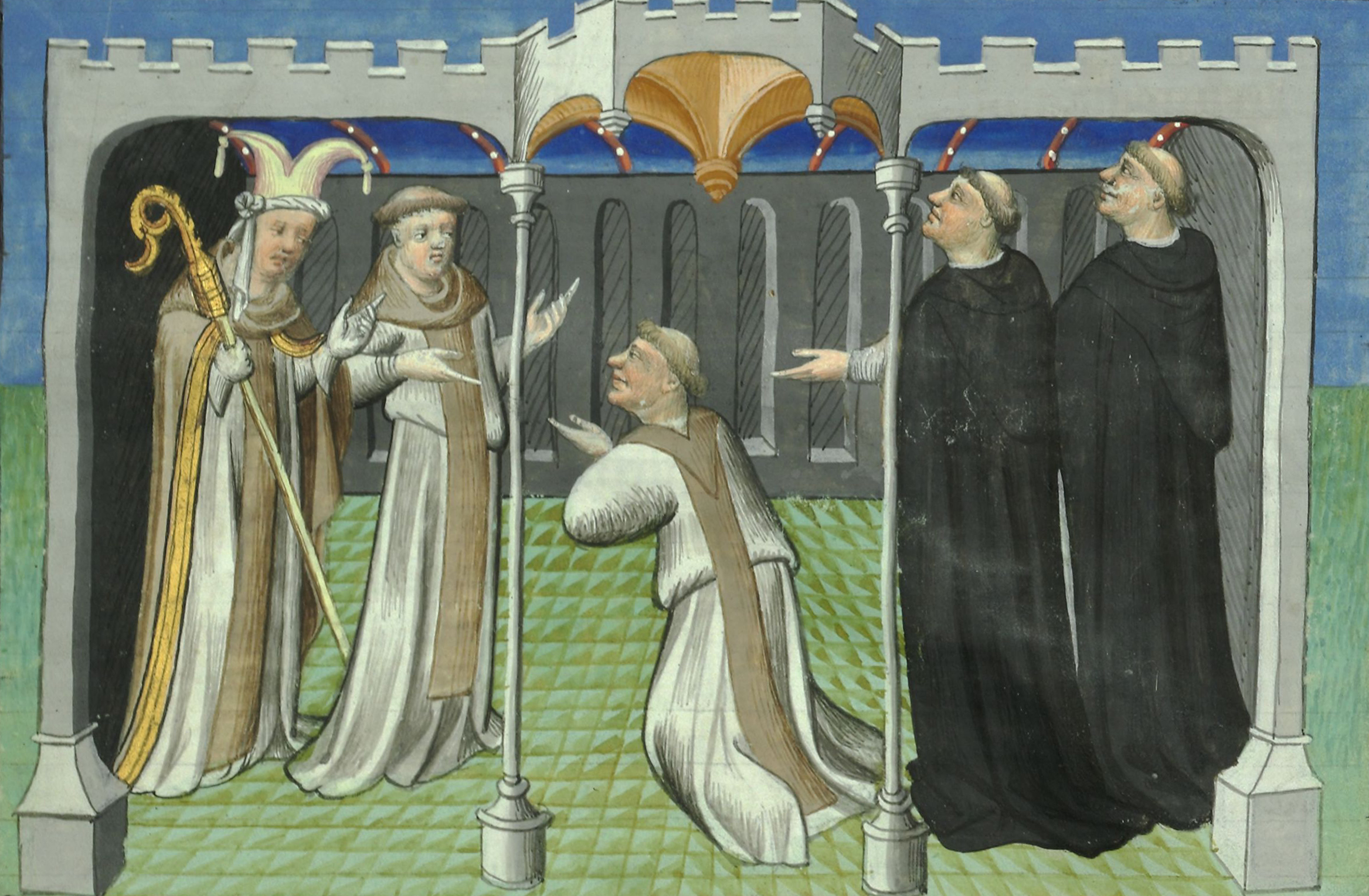
Ricoldo de Montecroce na audiencji u Jabalahy III. Europejski artysta przedstawił patriarchę w czapce błazna, z racji uznawania Kościoła Wschodu przez Kościół katolicki za heretycki.

Jabalaha III, także Jabalaha Turek (imię świeckie: Markos; 1245–1317) – patriarcha kościoła wschodniego w latach 1281–1317. W młodości odbył pielgrzymkę z Chin do Jerozolimy wraz ze swoim nauczycielem Bar Saumą.

## Życiorys
Markos urodził się w pobliżu dzisiejszego Pekinu – w Chanbałyku – jednak jego pochodzenie etniczne nie jest jasne. Wedle „Kroniki Eklezjastycznej” Grzegorza bar Hebraeusa był Ujgurem. W kolofonie wschodniosyryjskiego manuskryptu z 1301 roku nazywany jest także Jabalahą Turkiem. „Historia Mar Jabalahy III” miejscem jego narodzin przedstawia Koszang, sugerując, iż był nestoriańskim Ongutem z Mongolii Wewnętrznej.
Po wyświęceniu na mnicha Markos został uczniem Bar Saumy, również ujgurskiego lub onguckiego mnicha. Razem wyruszyli na pielgrzymkę do Jerozolimy.
Z powodu wojny w Syrii pielgrzymi nie dotarli do celu – spotkali za to przywódców kościoła wschodniego w należącym do Ilchanidów, Bagdadzie. Ówczesny patriarcha Dincha I wysłał przybyszów na dwór Abagi-chana, aby uzyskali potwierdzenie jego tytułu. W drodze Markos został mianowany metropolitą Chin, co zachęciło mnichów do powrotu do ojczyzny; ich podróż została ponownie wstrzymana przez wojnę. W międzyczasie zmarł Dincha I, a biskupi nowym patriarchą wybrali Markosa, który przyjął imię Jabalaha („Bóg go zesłał”). Był to bardzo rzadki przypadek wyboru człowieka obcego na to stanowisko – Bar Hebraeus stwierdza, że mogły na to wpłynąć dobre kontakty nowego patriarchy z Mongołami; plan wpływu Jabalahy na mongolskie rządy spełzły jednak na niczym.
Patriarcha utrzymywał kontakty z Cesarstwem Bizantyńskim oraz władcami zachodniochrześcijańskimi. Kiedy w 1287 roku następca Abagi-chana, Argun-chan poszukiwał ambasadora do Europy, Jabalaha polecił swojego nauczyciela Bar Saumę. Argun-chan przystał na tę propozycję i Bar Sauma ruszył w historyczną podróż po Europie, spotykając się z papieżem i monarchami, rozdając dary i przywożąc ze sobą wielu posłów. Przez Bar Saumę Jabalaha otrzymał papieski pierścień oraz bullę uznającą go za patriarchę wschodnich chrześcijan.
W maju 1304 roku Jabalaha, w liście zaadresowanym do papieża Benedykta XI, wyraził chęć połączenia obu kościołów, jednakże unia została odrzucona przez nestoriańskich biskupów.
W 1310 roku Jabalaha próbował nieskutecznie zapobiec masakrze chrześcijan w Irbilu. Porażka spowodowała wycofanie się z życia kościelnego i wczesną emeryturę w stolicy Ilchanów, Maraghe, gdzie pozostał do śmierci w 1317 roku.